# Юттенайм (об'єднання муніципалітетів Бенфельд і околиці)
Юттена́йм (фр. Huttenheim) — муніципалітет у Франції, у регіоні Гранд-Ест, департамент Нижній Рейн. Населення — 2697 осіб (01.01.2021).
Муніципалітет розташований на відстані близько 390 км на схід від Парижа, 28 км на південний захід від Страсбура.

## Назва
У департаменті Нижній Рейн є два муніципалітети, назви яких передаються українською як Юттенайм: Huttenheim та Uttenheim. Обидва муніципалітети знаходяться в окрузі Селеста-Ерстен та кантоні Ерстен, але входять до різних об'єднань муніципалітетів: Huttenheim належить до об'єднання «Бенфельд і околиці» (фр. Benfeld et environs), а Uttenheim — до Пеї-д'Ерстен (фр. Pays d'Erstein).

## Історія
До 2015 року муніципалітет перебував у складі регіону Ельзас. Від 1 січня 2016 року належить до нового об'єднаного регіону Гранд-Ест.

## Демографія
Динаміка населення (INSEE ):
Розподіл населення за віком та статтю (2006):
| Стать | Всього | До 15 років | 15-24 | 25-44 | 45-64 | 65-85 | Понад 85 |
| --- | ------ | ----------- | ----- | ----- | ----- | ----- | -------- |
| Чоловіки | 1264   | 294         | 131   | 394   | 294   | 129   | 22       |
| Жінки | 1193   | 202         | 137   | 376   | 276   | 188   | 14       |
| \| Статево-вікова піраміда \| Статево-вікова піраміда \| Статево-вікова піраміда \| \| ----------------------- \| ----------------------- \| ----------------------- \| \| Чоловіки \| Вік \| Жінки \| \| 22 \| 85 + \| 14 \| \| 31 \| 80-84 \| 36 \| \| 31 \| 75-79 \| 40 \| \| 27 \| 70-74 \| 49 \| \| 40 \| 65-69 \| 63 \| \| 63 \| 60-64 \| 49 \| \| 40 \| 55-59 \| 31 \| \| 120 \| 50-54 \| 103 \| \| 71 \| 45-49 \| 93 \| \| 80 \| 40-44 \| 102 \| \| 133 \| 35-39 \| 71 \| \| 128 \| 30-34 \| 132 \| \| 53 \| 25-29 \| 71 \| \| 62 \| 20-24 \| 40 \| \| 69 \| 15-20 \| 97 \| \| 74 \| 10-14 \| 75 \| \| 119 \| 5-9 \| 70 \| \| 101 \| 0-4 \| 57 \| |        |             |       |       |       |       |          |
| Статево-вікова піраміда |        |             |       |       |       |       |          |
| Чоловіки | Вік    | Жінки       |       |       |       |       |          |
| 22 | 85 +   | 14          |       |       |       |       |          |
| 31 | 80-84  | 36          |       |       |       |       |          |
| 31 | 75-79  | 40          |       |       |       |       |          |
| 27 | 70-74  | 49          |       |       |       |       |          |
| 40 | 65-69  | 63          |       |       |       |       |          |
| 63 | 60-64  | 49          |       |       |       |       |          |
| 40 | 55-59  | 31          |       |       |       |       |          |
| 120 | 50-54  | 103         |       |       |       |       |          |
| 71 | 45-49  | 93          |       |       |       |       |          |
| 80 | 40-44  | 102         |       |       |       |       |          |
| 133 | 35-39  | 71          |       |       |       |       |          |
| 128 | 30-34  | 132         |       |       |       |       |          |
| 53 | 25-29  | 71          |       |       |       |       |          |
| 62 | 20-24  | 40          |       |       |       |       |          |
| 69 | 15-20  | 97          |       |       |       |       |          |
| 74 | 10-14  | 75          |       |       |       |       |          |
| 119 | 5-9    | 70          |       |       |       |       |          |
| 101 | 0-4    | 57          |       |       |       |       |          |

## Економіка
2010 року серед 1642 осіб працездатного віку (15—64 років) 1298 були активними, 344 — неактивними (показник активності 79,0%, у 1999 році було 74,6%). З 1298 активних мешканців працювала 1201 особа (636 чоловіків та 565 жінок), безробітними було 97 (42 чоловіки та 55 жінок). Серед 344 неактивних 116 осіб було учнями чи студентами, 125 — пенсіонерами, 103 були неактивними з інших причин.

У 2010 році в муніципалітеті числилось 952 оподатковані домогосподарства, у яких проживали 2486,0 особи, медіана доходів виносила 20 922 євро на одного особоспоживача